# Dick Savitt
Richard Savitt (4. března 1927, Bayonne – 6. ledna 2023, New York) byl americký tenista židovského původu. V roce 1951 vyhrál dvouhru na dvou grandslamových turnajích, nejprve na Australian Open a posléze i ve Wimbledonu. Jeho maximum na domácím americkém mistrovství bylo semifinále, v Paříži čtvrtfinále. Na French Open se mu ovšem dařilo v mužské čtyřhře, dvakrát si tam zahrál finále (1951, 1952), ve dvojici s krajanem Gardnarem Mulloyem. V roce 1976 byl uveden do Mezinárodní tenisové síně slávy. V roce 1979 byl uveden do Židovské sportovní síně slávy.
Tenis začal hrát až ve 14 letech, předtím byl basketbalistou. Byl v tenise naprostým samoukem. Bývá označován za nejlepšího židovského tenistu všech dob. V roce 1952 došlo mezi ním a nehrajícím kapitánem amerického daviscupového týmu Frankem Shieldsem ke konfliktu, když se Savitt cítil upozaďován na úkor slabších hráčů. Savitt opustil tým a odmítl dále reprezentovat. Mediální spekulace hovořily o Shieldsově antisemitismu. Savitt později podporoval rozvoj tenisu v Izraeli a zúčastnil se i tamních Makabejských her, kde dokonce získal dvě zlaté medaile, mužském singlu i deblu. Po skončení hráčské činnosti pracoval nejprve pro těžařské společnosti v Texasu a později v bankovním sektoru v New Yorku.